# Brandmand (job)
 Denne artikel omhandler overvejende eller alene danske forhold. Hjælp gerne med at gøre artiklen mere almen.
 For alternative betydninger, se Brandmand. (Se også artikler, som begynder med Brandmand)
En brandmand er en person ansat ved redningsberedskabet, som er uddannet i at slukke ildebrande og redde folk.

## Uddannelse
Uddannelsen til brandmand forudsætter et 12 timers førstehjælpskursus og består af hhv. en grundudannelse på 74 timer, samt en funktionsuddannelse på 148 timer. Den betales sædvanligvis af kommunen, hvis man ansætter en person, som ikke har gennemført uddannelsen. Ligeledes kan uddannelsen erhverves gennem aftjenelsen af sin værnepligt hos Beredskabsstyrelsen eller ved at gennemføre erhvervsuddannelsen til redder hos Falck eller Københavns Brandvæsen.
Grunduddannelsen giver personen lov til at fungere som hjælper på et slukningstog. I praksis betyder det, at man ikke er røgdykker, men må udlægge slanger, samt fungere som hjælper på en vandtankvogn, slangetender eller drejestige. Når man har fungeret som hjælper i et år må man påbegynde funktionsuddannelsen – dog kan der søges om dispensation herfor hos Beredskabsstyrelsen.

Funktionsuddannelsen giver lov til at fungere som selvstændig på slukningstoget. I praksis er man nu fuldt uddannet brandmand, må køre med i førsteudrykningen på automobilsprøjten og må operere som såvel røgdykker som kemikaliedykker.

Der skelnes mellem detidsansatte og fuldtidsansatte brandmænd:
- Deltidsbrandmænd har et "almindeligt" arbejde ved siden af og tilkaldes via en personsøger, også kaldt en bipper i daglig tale.
- Fuldtidsbrandmænd arbejder på brandstationen så køretøjerne kan afgå straks efter alarmering.

I Sønderjylland findes der mange frivillige brandværn, som drives af "deltidsbrandmænd" på frivillig – dvs. ulønnet – basis – men i øvrigt på samme vilkår som øvrige redningsberedskaber.
Herudover har nogle kommuner en frivilling styrke tilknyttet typisk som katastrofeberedskab. Disse uddannes ofte til tjeneste andre steder end i den almindelige brandtjeneste.
Efter at have opnået en vis erfaring kan man uddanne sig til holdleder. En holdleder kan endvidere uddanne sig til indsatsleder
I forbindelse med terrorangrebet på World Trade Center den 11. september 2001 omkom mange brandmænd, hvilket gjorde korpset til genstand for en hidtil uset heltedyrkelse, som fik politikere som New Yorks borgmester Rudy Guiliani, præsident George W. Bush m.fl. til at lade sig fotografere sammen med overlevende brandfolk.

## Organisation
Brandfolkenes Organisation er en upolitisk fagforening for brandfolk. BO er et gult fagforbund i konkurrence med FOA - Fag og Arbejde. Begge har særligt fokus på kræft som erhvervssygdom blandt brandmænd. BO's fagblad hedder »Brandmanden« (1923- ). Brandmænd har været organiseret siden 1898. Men Brandfolkenes Stiftelsesforening går tilbage til 1868. Brandfolkenes Klub Gentofte blev grundlagt i 1910 for blot at nævne en enkelt lokalforening.
På europæisk plan varetages fagets og de ansattes forhold af European Fire Fighters Unions Alliance, EFFUA, stiftet 2009.
Brandfolkenes Assistanceforening har som formål er at samle ansatte og deres pårørende ved redningsberedskaber i Danmark til autohjælp.
Brandfolkenes Cancerforening, BFC, arbejder på at forbedre arbejdbetingelserne for danske brandfolk.
21. august er Brandfolkenes dag, indstiftet i 2013 af Brandfolkenes Cancerforening som mindedag for de brandfolk, der er døde under udøvelsen af deres erhverv, og også de brandmænd, der er døde af cancer som følgesygdom af deres arbejde.